# Holcá
Holcá är en ort i Mexiko.   Den ligger i kommunen Espita och delstaten Yucatán, i den östra delen av landet, 1 100 km öster om huvudstaden Mexico City. Holcá ligger 26 meter över havet och antalet invånare är 552.
Terrängen runt Holcá är mycket platt. Runt Holcá är det glesbefolkat, med 15 invånare per kvadratkilometer. Närmaste större samhälle är Tizimín, 13,5 km öster om Holcá. I omgivningarna runt Holcá växer i huvudsak lövfällande lövskog.